# ستيلا بوبا
ستيلا بوبا (بالرومانية: Stela Popa) (من مواليد 7 أغسطس 1982 في كوشكودني) ه صحفية ومؤلفة من مولدافيا. تعمل في تليفزيون الجورنال وجريدة صوت بيسارابيا.

## سيرتها الذاتية
وُلدت ستيلا بوبا في 7 أغسطس 1982 في كوشكودني بمقاطعة سونجري. درست بوبا في مدرسة بروميثيوس ليكييم وتخرّجت من جامعة مولدوفا الحكومية عملت في إذاعة سانجيرا، وتليفزيون يوروTV Moldovaوتليفزيون مولدوفا وكانت مراسلة قناة أثينا 1 الرومانية في كيشيناو. كانت ستيلا بوبا مديرة جريدة صوت بيسارابيا في بوخارست منذ يونيو 200. تزوجت ستيلا من عالم الاجتماع الروماني دان دونجاسيو في أكتوبر 2012.

## الجوائز
- دبلوم التميز والجدارة بالتعليم، جامعة ولاية مولدوفا
- جائزة VIP لكلية الصحافة ودراسات الاتصالات في جامعة دولة مولدوفا
- جائزة مؤسسة سوروس، مسابقة «صحافة اليوم، صحافة الغد»
- أفضل متجر لكبار الشخصيات «أفضل 50 امرأة حاصلة على جنسية مولدوفا»[6]
- جوائز FIJET رومانيا [8]

## أعمالها
- «100 يوم»، دار تريتونيك للنشر، بوخارست، عام 2010، 464 صفحة.[9] الاضطرابات المدنية في مولدوفا[10]

## روابط خارجية
- Interview with Stela Popa (Romanian)
- Stela Popa. Director „Radio Vocea Basarabiei Bucureşti” نسخة محفوظة 29 فبراير 2012 على موقع واي باك مشين.
- Adevărul, Stela Popa:„Basarabenii vor forţa uşa Uniunii Europene”
- Stela Popa: Europe is speaking in vain to Moldova
- Stela Popa . Faţa „EU TV” نسخة محفوظة 6 أغسطس 2016 على موقع واي باك مشين.
- Stela Popa: Europe is speaking in vain to Moldova نسخة محفوظة 28 مارس 2010 على موقع واي باك مشين.
- Vocea Basarabiei, Stela Popa în lista celor mai frumoase 50 de femei din RM
- stelapopa.unimedia.md نسخة محفوظة 21 يوليو 2011 على موقع واي باك مشين.
- "100 De Zile"- Stela Popa- Despre revolta din 7 aprilie de la Chişinău!- نسخة محفوظة 11 يونيو 2014 على موقع واي باك مشين.